# 坦布爾科區

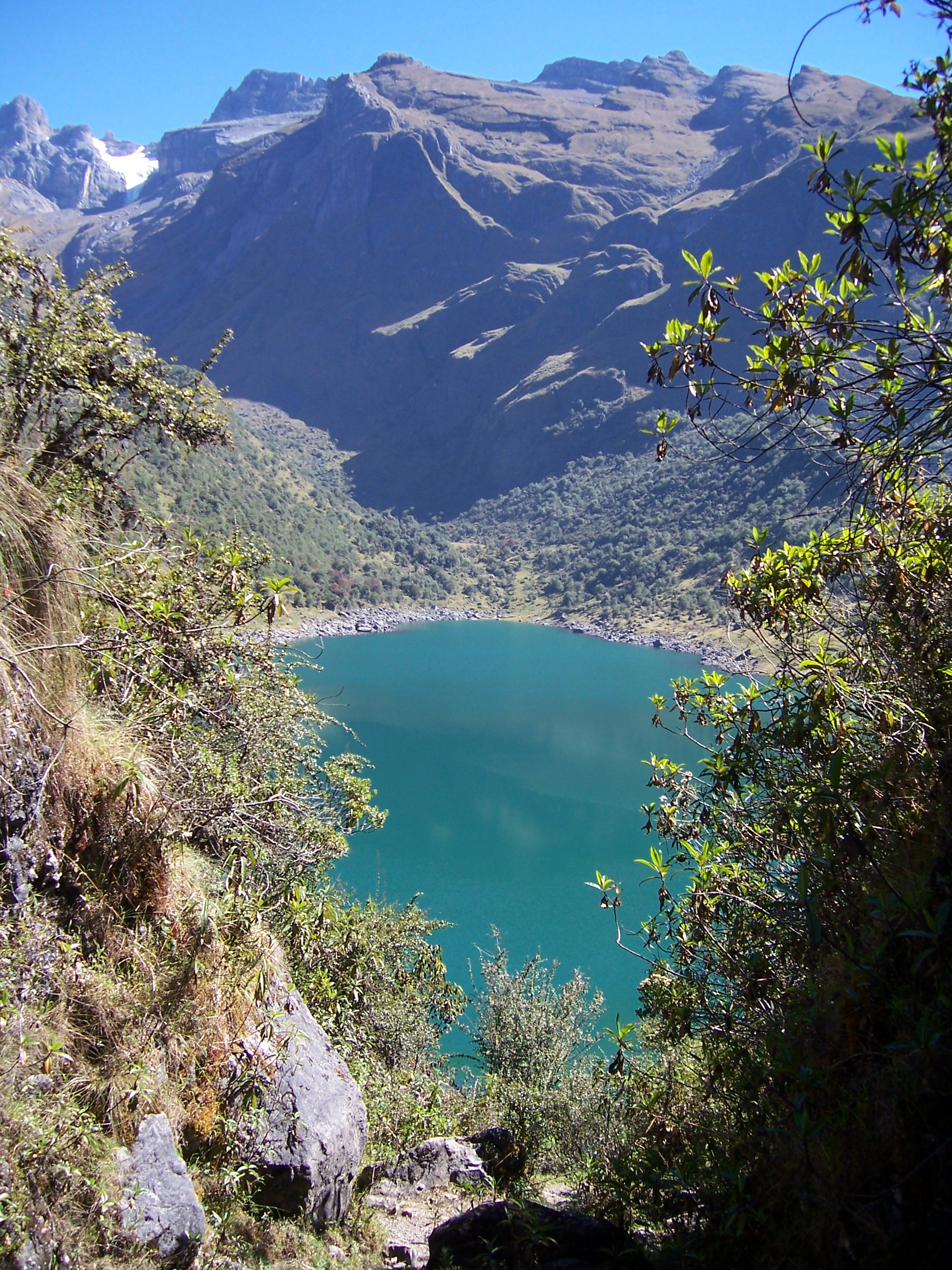

坦布爾科區（西班牙語：Distrito de Tamburco），是秘魯的一個區，位於該國南部阿普里馬克大區的阿班凱省，始建於1941年12月31日，面積54.6平方公里，海拔高度2,581米，2005年人口7,216，人口密度每平方公里130人。